# Piotr Mechtchaninov
Piotr Nikolaïevitch Mechtchaninov (en russe : Пётр Николаевич Мещанинов, en anglais Meshchaninov), né le 9 juillet 1944 à Moscou, décédé en 18 novembre 2006 à Moscou, est un pianiste et chef d'orchestre russe spécialisé dans la musique contemporaine russe. Il a créé le Concerto pour basson et cordes basses de Sofia Goubaïdoulina en 1976, et elle lui a dédicacé l'œuvre intitulée Descensio composée en 1981, .

## Biographie
Piotr Mechtchaninov fait ses études musicales au Conservatoire de Moscou  dans la classe de piano de Dmitri Blagoï et est diplômé en 1968. De 1968 à 1991, il est pianiste à l'Orchestre symphonique d'État de l'URSS. Il se produit fréquemment avec des orchestres sous la direction de Guennadi Rojdestvenski (y compris la première du Concerto des treize de Viatcheslav Artiomov (en), 1977).
Il est l'un des fondateurs et des participants actifs du « Studio expérimental de musique électronique de Moscou » (de 1967 à la fin des années 1970), où il expérimente le synthétiseur ANS. En 1976, il dirige la première du Concerto pour basson et cordes basses de Sofia Goubaïdoulina, puis ses compositions Concordanza, Quatro, le concerto Dans l'ombre d'un arbre (2001), Musique pour flûte, cordes et percussion entre autres.
Il épouse Sofia Goubaïdoulina en 1991 ; à partir de la même année, il vit en Allemagne, tout en conservant sa nationalité russe.
À la fin des années 1960, il développe une conception originale du développement des systèmes de hauteurs de son, qu'il appelle « la théorie élémentaire évolutive de la musique ». Certaines propriétés des nombres (notamment la théorie de croissance des champs de nombres) ont été projetées par Mechtchaninov sur l'évolution de l'harmonie dans la musique européenne de l'Antiquité au XXe siècle. En relation avec son étude des nombres de Leonardo Fibonacci, il a modifié sa théorie dans les années 1990 pour y inclure une interprétation du développement historique de la forme et du rythme musicaux. Les dispositions de la théorie musicale et mathématique de Mechtchaninov sont exposées dans les conférences qu'il a données à Moscou (d'abord en 1969) et dans un certain nombre de villes en Allemagne (dans les années 1990), dans les articles et les monographies de Yuri Kholopov (en) et ses étudiants. Les idées théoriques de Mechtchaninov ont eu une influence significative sur la technique et l'esthétique de la composition musicale de Goubaïdoulina,.
Parmi les nombreux enregistrements audio, citons Prométhée ou le Poème du feu d'Alexandre Scriabine, le Concerto grosso d'Andreï Yakovlevitch Echpaï (avec l'orchestre d'État dirigé par E. F. Svetlanov, enregistré en 1978 et 1979), les Oiseaux exotiques d'Olivier Messiaen, Camille Saint-Saëns (avec orchestre de G. N. Rojdestvenski, vers 1979), Le Flux d'Alfred Schnittke (interprété sur synthétiseur ANS, 1969), Quatuor pour la fin du Temps de Messiaen (en ensemble avec I. Monigetti, Lev Mikhaïlov et L. Isakadze, 1986)...
Les travaux scientifiques de Mechtchaninov sont conservés dans les archives du Conservatoire de Moscou (non publiés).